# 马拉尼昂州阿瓜多西
马拉尼昂州阿瓜多西（葡萄牙語：Água Doce do Maranhão）是巴西马拉尼昂州的一个市镇。总面积442.963平方公里，总人口10791人，人口密度24.4人/平方公里。